# 西奥那人
西奥那人（或译为西奥纳）是一个居住在厄瓜多尔和哥伦比亚边陲的亚马孙雨林里的土著民族。 他们与Secoya人分享沿Shushufindi河, 阿瓜里科河以及Cuyabeno河周围的领地。
西奥那语言属于图加诺语系。

## 脚注
1. ↑  居住在厄瓜多尔的西奥那人有約250人
2. ↑  居住在哥伦比亚的西奥那人有約300人